# Инсю
Инсю (в превод „Развалините на Ин“) е мястото на древна и голяма историческа столица на Китай.
Това е мястото на археологическото откритие на оракуловите кости и писмеността на оракуловите кости, което е довело до идентифицирането на най-ранната известна китайска писменост. Археологическите останки, известни като Инсу или Инсю, представляват древния град Ин, последната столица на китайската династия Шан, която е съществувала в продължение на осем поколения, 255 години и през управлението на 12 царе. Инсю е открит или преоткрит през 1899 г. Понастоящем е един от най-старите и най-големите археологически обекти в Китай и е избран за обект на световното наследство на ЮНЕСКО. Намира се в най-северната провинция Хенан близо до съвременния град Анянг и близо до границите на провинция Хъбей и Шанси. Публичният достъп до сайта е разрешен.
Индоевропейските племена, които напредват на изток, нахлуват в Китай и създават мощната държава Ин (Шан).
В края на династията Шан (1300-1046 г. пр.н.е.) Инсю е столица. Градът е разрушен, след като чжоуският владетелят У-ванг побеждава последния владетел на динстията Шан. Вниманието на археолозите е привлечено от неолитното селище Ченгзия (провинция Шандонг), където са открити кирпичени стени (преди това те се смятат за уплътняване на почвата от естествен произход). Систематични разкопки са извършени през 1928-37 г.  Те полагат основите на съвременната китайска археология. Разкопките започват след основаването на академипта на науките през 1928 г. Тук са намерени над 150 000 древни черупки на костенурки с оракулски, гадателни надписи, потвърждаващи присъствието на древна столица на това място. Писмените знаци са направени от свещеник в процес на ритуално гадаене, като някои надписи се отнасят до жертвени и паметни събития, лов, време, болести. Най-дългият запис е с дължина 55 знака.
Разкопките са прекъснати пораади китайско-японската война. След 3 първите три сезона работата е преустановена.През 1936 г. са намерени повече от 17000 фрагменти от оракулски надписи. През 1950 г. разкопките биват подновени.
Оракулските надписи свидетелстват за дейността на последните девет владетели на Шан-Ин. Ву Дин, първият сред тях, е най-ранният китайски Уанг, чието съществуване е демонстрирано както в текстово, така и в археологическо отношение (в надписи се споменават и неговите предци, но няма информация за тяхното управление). По време на археологическите разкопки са открити руините на повече от 50 дворове и храмове, 12 мащабни императорски гробници, хиляди гробове на аристократи и обикновени жители, около 1000 ями за жертвоприношения, 5 работилници и много изделия от бронз, нефрит, керамика и кост. 12 грандиозни погребални структури са признати за гробници на членове на кралското семейство. С изключение на един недовършен, всеки от тях съдържа дървена гробна камера, разположена в дъното на вертикална шахта.